# Гембусь Іван Ярославович
Іва́н Яросла́вович Ге́мбусь (4 червня 1980 - 3 грудня 2022) — солдат Збройних Сил України, учасник російсько-української війни, який загинув під час російського вторгнення в Україну. 

## Життєпис
Іван Гембусь народився 4 червня 1980 року у с. Верхні Гаї, Дрогобицького району на Львівщині. Тут і проживав, спільно з батьками.
Після закінчення середньої школи в с. Верхні Гаї розпочав навчання в Стрийському ВХПУ №16, де отримав спеціальність водія-крановщика. 
Коли у 2014 році розпочалась російсько-українська війна Іван пішов захищати Україну в зону АТО. Через рік, після демобілізації, повернувся в рідне село.   
З початком російського вторгнення в Україну в 2022 році добровольцем став на захист України. Боровся проти держави-терориста у складі 125-ї окремої бригади територіальної оборони ЗСУ на посаді стрільця стрілецького відділення стрілецького взводу.
Під час виконання бойового завдання 3 грудня 2022 року, поблизу с. Діброва, Луганської області потрапив під мінометний обстріл ворога, внаслідок чого отримав травми несумісні з життям.
Похований після проведення чину похорону в храмі святої Трійці на кладовищі с. Гаї Верхні, Дрогобицького району, Львівської області.
У Івана залишилися мати та брат із родиною.

## Нагороди
В грудні 2022 року відповідно до указу Головнокомандувача Збройних Сил України Івана Гембуся за особисту мужність і самовідданість, виявлені у захисті державного суверенітету та територіальної цілісності України, вірність військовій присязі було відзначено відзнакою ГкЗСУ "Сталевий хрест".
В лютому 2024 року відповідно до указу Президента України №135/2023  Івану Гембусю за особисту мужність і самовідданість, виявлені у захисті державного суверенітету та територіальної цілісності України, вірність військовій присязі було посмертно відзначено державною нагородою: орденом «За мужність» III ступеня.
В травні 2024 відповідно до указу Міністра оборони України №786 від 21 травня 2024 року відзначено медаллю "Захиснику України".